# Ladislav Zívr
Ladislav Zívr, křtěný Ladislav Josef (23. května 1909 Nová Paka – 4. září 1980 Ždírec u Staré Paky) patří mezi přední představitele českého moderního umění dvacátého století. Na počátku své umělecké dráhy tvořil volné reliéfní a portrétní plastiky ovlivněné prvky kubismu, surrealismem a dílem Otty Gutfreunda. Později přidal fantazijní a imaginativní složky. Během třicátých let dvacátého století se zabýval asambláží. Je autorem techniky muláže, kde kombinoval přírodní materiály a tekutou sádru. Ve čtyřicátých letech se v jeho tvorbě promítal zájem o mineralogii, astronomii, archeologii a biologii. V šedesátých letech se inspiroval přírodou nebo geometrií a tvary nerostů. V duchu imaginativní abstrakce vytvářel plastiky i kresby, kde se prolínal svět přírody organické i anorganické přírody s figurální tvorbou.
V roce 1962 se účastnil Bienále v Benátkách. V roce 1969 byl jmenován zasloužilým umělcem. Do dějin českého moderního umění se mimo jiné zapsal jako jediný sochař Skupiny 42.

## Životopis

### Mládí
Ladislav Zívr se narodil do rodiny Josefa Zívra, dlouholetého starosty v Nové Pace. Od dětství pomáhal otci v hrnčířské dílně. V měšťanské škole ho zajímalo kreslení a malba, měl rád také přírodopis a chemii. Blízký vztah k přírodním vědám ho provázel celý život. Učil se hrát na housle a jeho zájem o hudební nástroje se později projevil také v jeho tvorbě. Navštěvoval večerní kroužek esperanta. Nadšení k tomuto umělému jazyku vyjádřil reliéfem jeho zakladatele Ludvíka Zamenhofa. Po ukončení školní docházky se u otce vyučil hrnčířem. Doma si vytvořil improvizovanou laboratoř pro zkoumání křemičitých glazur. Během posledního roku učení se začal častěji setkávat s Františkem Grossem. Vytvořil snad i jeho bustu, která se však nedochovala. Asi ve stejné době začalo také jeho přátelství s budoucím fotografem Miroslav Hákem. Ladislav Zívr často navštěvoval Hákovu rodinu, kde se setkával s básníky Janem Opolským a Bohdanem Kaminským, malířem Františkem Jelínkem, Otakarem Zeminou, Jiřím Dvořákem nebo Pravoslavem Kotíkem, později s Karlem Štikou a dalšími umělci. Ve svých Vzpomínkách popisuje své zážitky, domácí prostředí, hrnčírnu, ale také toulky s oběma přáteli romantickou krajinou pod zříceninou hradu Kumburk, ve Zlámaninách nebo přírodním parkem Sýkornicí. Vzpomíná na hudební koncertování u Grossů, kde je na klavír doprovázela matka Františka Grosse. Chlapci měli společné zájmy nejen umění a hudbu, ale také sběratelství známek a minerálů.

### Studium a život v Praze
Mezi lety 1927– 1929 studoval na Odborné škole keramické v Bechyni. Po roce odešel na Uměleckoprůmyslovou školu v Praze, kde studoval v letech 1928– 1931 u Heleny Johnové a Josefa Drahoňovského. Potkal zde své přátelé z dětství – Františka Grosse a Miroslava Háka. Záhy se sblížil také s Františkem Hudečkem.
Od počátku třicátých let tvořil pod vlivem díla Otty Guttfreunda. Vytvářel kubistické plastiky a portréty ovlivněné jeho civilismem. Do poloviny třicátých let dvacátého století se zařadil mezi nejmladší pražské surrealisty, mimo jiné pod vlivem francouzských básníků André Bretona a Paula Éluarda. Ve svých objektech uplatňoval kombinace materiálů, surrealistickou estetiku náhodných setkání. Začal používat novou výtvarnou techniku muláž (kombinaci přírodních materiálů a tekuté sádry).

### Sochař
Během třicátých a čtyřicátých let žil střídavě v Praze, Nové Pace a Hradci Králové. Období čtyřicátých let patřilo vlivu romantismu K. H. Máchy a teoretikovi Jindřichu Chaloupeckému. Na počátku tohoto období byl umělec frustrovaný z rozpadu manželství i ze své tvorby. Vrátil se do rodinné dílny v Nové Pace. Díky svému příteli Františku Grossovi, nezůstal mimo umělecké dění. V letech 1942– 1948 byl jako jediný sochař členem Skupiny 42. Angažoval se jako člen Umělecké besedy, umělecké skupiny Radar (1960– 1965), která se hlásila k socialistickému realismu. V letech 1942– 1948 byl také členem Klubu výtvarných umělců Aleš v Brně.
Během druhé světové války často pobýval v Nové Pace, kde se seznámil se svojí životní láskou Jitkou Kobrovou. Oženil se s ní krátce po válce.
V padesátých letech svoji uměleckou činnost částečně omezil. Ve svých denících z tohoto období píše:
| „ | Stydím se za svou tvorbu od roku 1948! Která není ničím jiným než jen bezcharakterností, malostí… pro umělce poslouchat něco jiného než sebe nemine se trestem, tj. ztrátou všeho, čím byl.“ (3. 2. 1956) | “ |

Někdy ničil své vlastní dílo před odevzdáním. Svou dráhu „socialistického realisty“ uzavřel 18. října 1961 slovy:
| „ | Všechny plastiky, které jsem dělal ze stranické povinnosti nebo nátlaku a které se mně nikdy nepovedly (zcela pochopitelně), jsem rozbil. | “ |

V roce 1961 se spolu s manželkou Jitkou přestěhoval do Ždírce u Staré Paky. V roce 1966 patřil mezi účastníky prvního Mezinárodního sochařského sympozia v Hořicích. Vytvořil zde dvě monumentální sochy – Kmen a Srostlici.
Od rektora Akademie výtvarných umění Jiřího Kotalíka dostal nabídku na profesorské místo po Vincentu Makovském. Umělec však odmítl, nechtěl se vracet do Prahy.
V sedmdesátých letech přišly vleklé zdravotní problémy, které ovlivnily i jeho psychický stav. V roce 1969 byl jmenován zasloužilým umělcem a v roce 1979 čestným občanem města Nová Paka.

### Deníky
Během svého života napsal Ladislav Zívr přes tři desítky osobních deníků, kde popisoval události každého dne a svoje psychické stavy. V denících nechybí recenze výstav, pohlednice a fotografie. Z textu je zřejmé, že autor nebyl „pouze“ sochař, ale zajímal se o umění ve vztahu ke světu. Od roku 1998 vlastní archiv Národní galerie ilustrované deníkové knihy z let 1924 – 1980, také obsáhlou korespondenci sochaře a více než tisíc fotografií a kolem sto padesáti kreseb.
V roce 2011 vydala Národní galerie v Praze část osobních deníků pod názvem „Ladislav Zívr. Deníky 1925 – 1932“ a v roce 2013 „Ladislav Zívr. Deníky 1943 – 1944“ (editor Tomáš Hylmar).
V roce 2013 vyšla knižní monografie, kterou editoval Jaromír Typlt. Kniha obsahuje barevné snímky plastik z veřejných i soukromých sbírek. Archivní snímky mapují i četné nedochované práce. Jednotlivá tvůrčí období jsou rozdělena do kapitol, které obsahují množství citací z dosud nezveřejněných deníků. Podstatný je i komentovaný soupis autorova sochařského díla. Dalšími teoretiky, kteří se zabývali jeho dílem, byli například Jaromír Zemina, Jan Nízký, Eva Petrová nebo Jiří Šetlík.

## Dílo

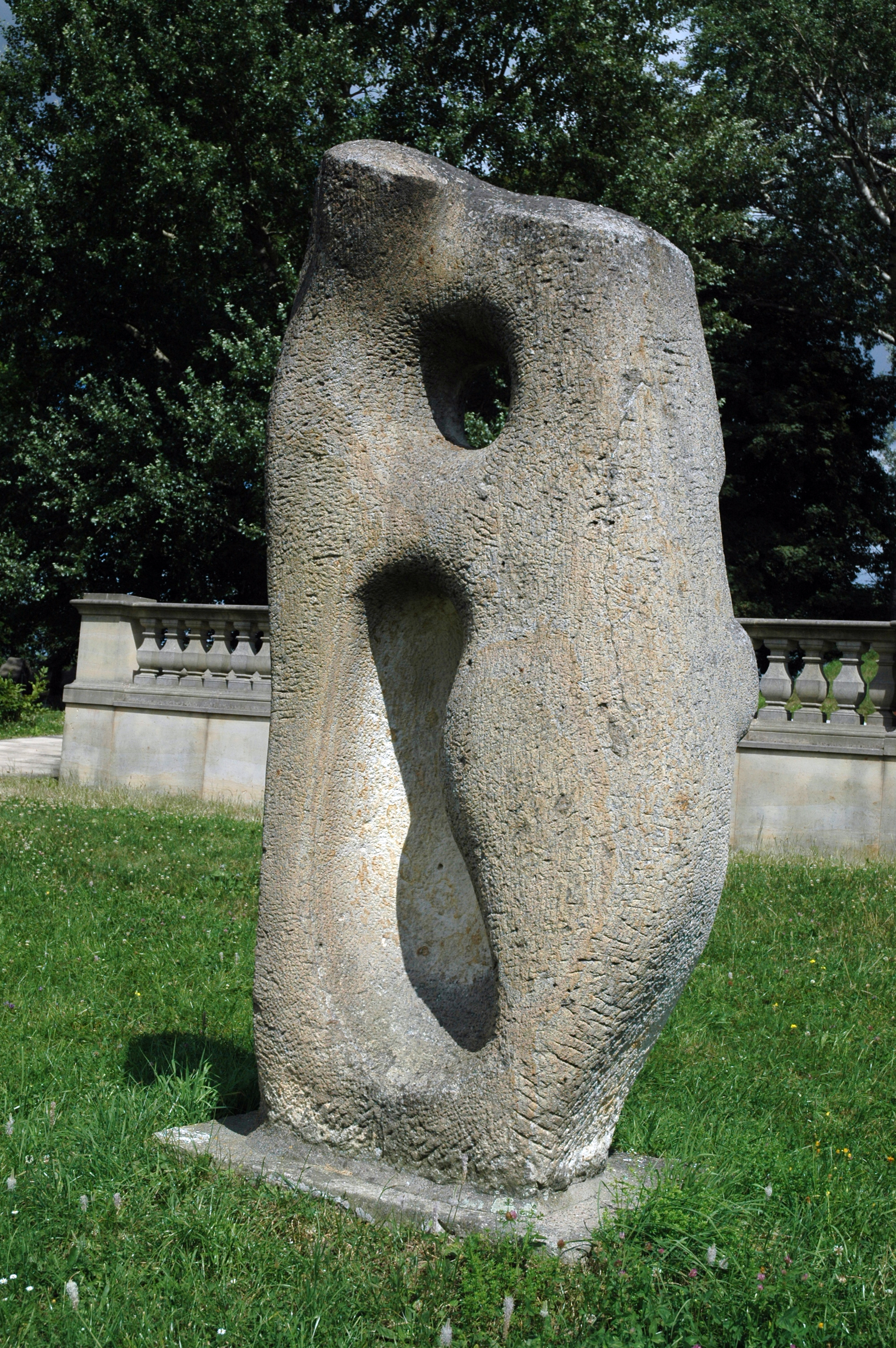
Kmen – 1966

Ve své sochařské tvorbě využil podněty evropské avantgardy, od kubismu přes surrealismus, civilismus až po imaginativní abstrakci šedesátých let s využitím nadčasových hodnot starověkých egyptských plastik nebo pravěkých památek.
V druhé polovině dvacátých let se věnoval portrétní tvorbě. Prioritním materiálem byla hlína a sádra. Modelem mu stály matka se sestrou Věrou, blízká rodina nebo kamarádi Gross s Hákem. Během svého života prošel několika tvůrčími etapami. Při studiu na vysoké škole a po ukončení studia jeho tvorbu ovlivnil kubismus. V roce 1931 vystavil několik plastik na výstavě s Františkem Grossem v budově Reálného gymnázia v Nové Pace, například plastiky Hlava Františka Hudečka, Kubistická hlava nebo Sedící. Ve třetím desetiletí dvacátého století byla jeho tvorba ovlivněna civilismem a surrealismem Otty Gutfreunda (Hlava s lasturou nebo Hlava se smutečním závojem). V této době experimentoval s vytvářením objektů. Do plastik přidával další materiály, přírodniny namáčel do sádry. Například plastika Reliéf z roku 1933 obsahovala pozlacenou kovovou kouli a lasturu. V českém umění jako jediný v třicátých letech důsledně užíval objekt.

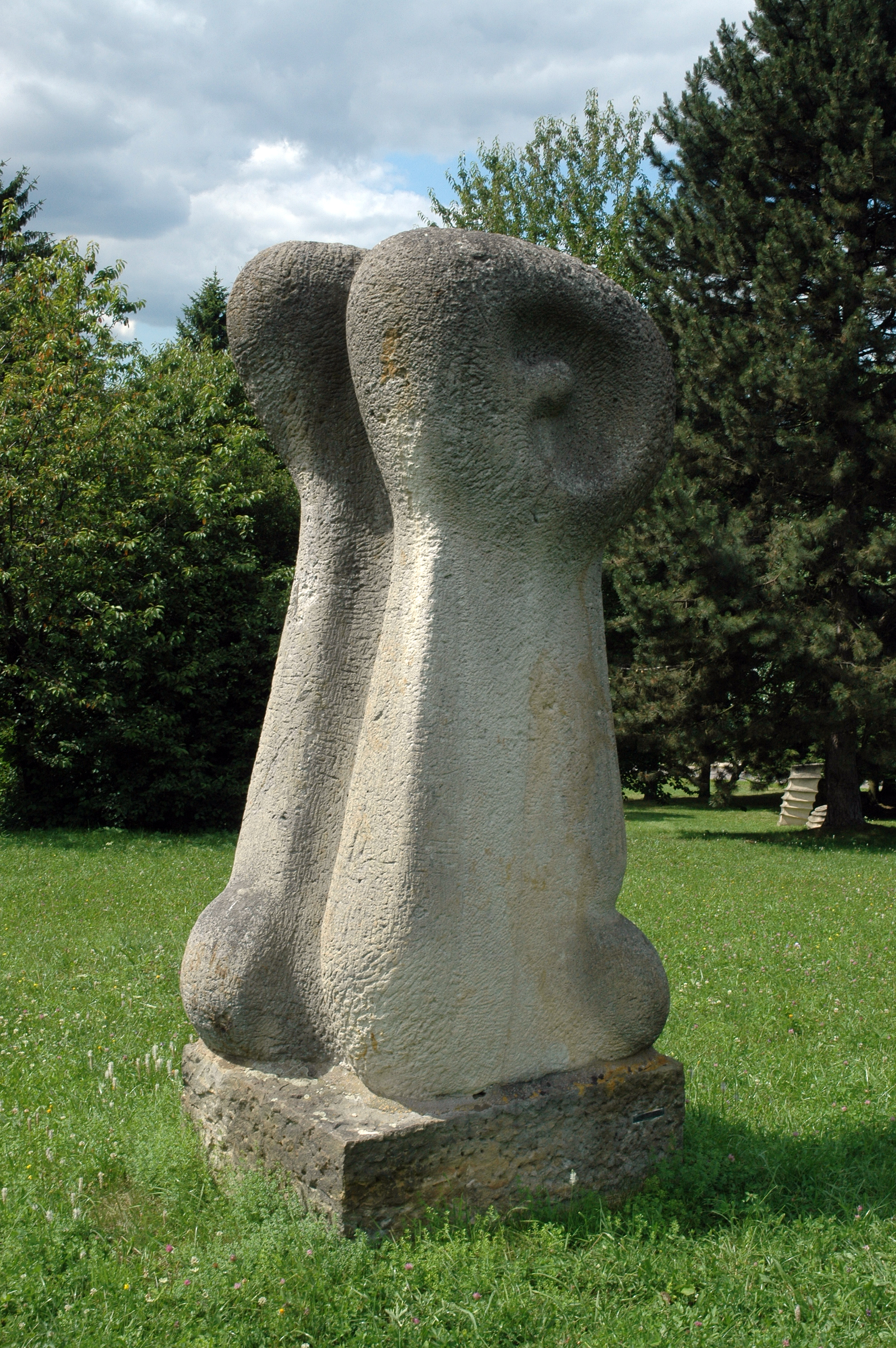
Srostlice – 1966

Surrealistické objekty vytvořené mezi lety 1933 a 1937 se nedochovaly, pouze objekt Srdce inkognito jehož vlastníkem je Národní galerie Praha. Ostatní tvorba z této doby je dochována pouze na dobových fotografiích.
Objekty, které měly podobu asambláží, vznikaly z předmětů nalezených na smetištích, z přírodnin a sádrových odlitků. Vycházely sice z představ umělce, ale také reagovaly na jeho konkrétní prožitky. Někdy je doplňoval i poetickými komentáři. V roce 1937 se vrátil k sochařské práci (reliéf Tři postavy). V tomto díle si ujasnil další přístup k plastickému tvaru. Obrátil také svoji pozornost k technickým novinkám. Inspiroval se předměty z reálného světa a modeloval například mikroskop, elektrický sloup, svářečku, sbíječku nebo fotoaparát.
V roce 1943 se připojil ke Skupině 42, která se hlásila k městskému civilismu. Jako člověk s blízkým vztahem k přírodě zprvu neuspěl. Kolem roku 1946 začal tvořit plastiky na základě symbiózy člověka a stroje. Zajímala jej civilizace na okrajích měst. Díla Fotoreportér, Hrnčíř I., Žena krystal nebo Muž se strojem vznikly v letech 1947 a 1948.
V padesátých letech prožíval tvůrčí krizi, tak objevil mikrobiologii. Zkoumal anatomii rostlinných a živočišných buněčných útvarů. Věnoval se také geologii. Hledal vazby mezi anorganickým a organickým světem.
V šedesátých letech se inspiroval přírodou a geometrií nerostů. V duchu imaginativní abstrakce vytvářel plastiky i kresby, kde se prolínal svět přírody organické i anorganické s figurální tvorbou. Podobně jako v díle Hanse Arpa nebo Henriho Moora.
Z dlouholetého studia přírody vycházela tvorba, vznikající po roce 1963. V dílně modeloval plastiky. Tvorba mu přinášela vnitřní potřebu seberealizace. O výstavní činnost se příliš nezajímal. Nesnažil se ani o publicitu a zviditelnění. Umělecké prostředí však jeho tvorbu znalo a zájem o jeho práce neupadal. V druhé polovině šedesátých let se tématem jeho tvorby stalo zrození a růst živých forem. Mezi lety 1967– 1970 vytvořil sochy s názvy Bios, Hrozen, Rašení, Pupen, Pučení, Pučící amfora, Oplodnění, Plodnost a Tlak. Figurální formu používal i pro zobrazování přírodních tvarů. Ve stejném období vznikly také plastiky s názvy Páteřnice, Nahlodanec, Pan, Sezobnuté oko, Pták nebo Trnem v oku. Z jeho tvorby zmizelo téma zpracování lidské postavy. V roce 1967 vytvořil sochu Sen Eiffelovky, jejíž inspirací byla kostra tvořící oporu rozhledny a dokládala sochařův zájem o studium základní stavební konstrukce organismu. Mezi další figurativněji pojatá díla lze zařadit Ženu s krystaly.
Vedle vlastní tvorby realizoval i díla na zakázku. Vytvořil například medaili pro Fakultu chemicko-technologickou Univerzity Pardubice. Navrhl reliéf pro „Hudební dům“ v Hradci Králové. Realizoval Masarykův pomník v Nové Pace.
Jeho díla vlastní Národní galerie v Praze, Galerie hlavního města Prahy, Galerie Středočeského kraje, Galerie moderního umění v Hradci Králové, Gočárova galerie, Galerie moderního umění v Roudnici nad Labem, Moravské galerie v Brně, Krajské galerie výtvarného umění ve Zlíně, Galerie výtvarného umění v Ostravě, Galerie Klatovy / Klenová, Slovenské národní galerie v Bratislavě a další.

### Výstavy
Během sochařova života a také po jeho smrti bylo realizováno kolem třiceti autorských výstav. Například ke stému výročí umělcova narození uspořádal výstavu (10. prosince 2009– 28. března 2010) v Liebiegově paláci kurátor Jan Červinka. V rámci výstavy Surrealism Beyond Borders (2021– 2022) v Metropolitním muzeu umění v New Yorku byl vystaven umělcův jediný dochovaný surrealistický objekt Srdce inkognito.

#### Autorské výstavy (výběr)
- 1931 –  Nová Paka (s Františkem Grossem)
- 1947 –  Dům umění, (s Bohumírem Matalem), Brno
- 1961 – Galerie Václava Špály, Praha
- 1964 – Československé kulturní středisko, Varšava
- 1964 – Československé kulturní středisko, Havana
- 1965 – Krajská galerie, Hradec Králové
- 1966 – Sochařské dílo 1931-1966, Oblastní galerie Vysočiny v Jihlavě, Jihlava
- 1966 – Sochařské dílo 1931-1966, Galerie umění, Ostrov nad Ohří
- 1969 – Galerie Nová síň, Praha
- 1969 – Galerie výtvarného umění v Havlíčkově Brodě, Havlíčkův Brod
- 1978 – Krajská galerie, Hradec Králové
- 1978 – Plastiky a kresby, Okresní galerie, Jičín
- 1978 – Málo známá a nová díla, výběr z tvorby, Krajská galerie, Hradec Králové
- 1979 – Práce z let 1929 – 1977, Podkrkonošské muzeum, Nová Paka
- 1979 – Práce z let 1929-1977, Galerie plastik, Hořice
- 1981 – Kresby, Výstavní síň Česká Třebová, Česká Třebová
- 1982 – Plastiky a kresby z posledních let tvorby, Ústřední kulturní dům železničářů, Praha
- 1982 – 1983 Kresby, Divadlo hudby, Olomouc
- 1984 – Kresby, Krajská galerie, Hradec Králové
- 1984 – Plastiky, Východočeská galerie v Pardubicích, Pardubice
- 1986 – Výběr z kreseb, Malá galerie sbírky moderního sochařství, Zbraslav
- 1989 – Krajská galerie, Hradec Králové
- 1993 – Sochy a kresby, Galerie Aspekt, Brno
- 1998 – 1999 Práce z let 1929 – 1977, Galerie U Bílého jednorožce, Klatovy
- 1999 – Práce z let 1929 – 1977, České muzeum výtvarných umění, Praha
- 2007 – Letohrádek královny Anny, Praha
- 2009 – Výběr ze sochařské tvorby, Horácká galerie, Nové Město na Moravě
- 2009 – 2010 Oblastní galerie v Liberci, Liberec

#### Kolektivní výstavy (výběr)
Tvorbu prezentoval také na mnoha kolektivních výstavách v Československu i v zahraničí. Vystavoval v rámci Skupina 42 nebo tvůrčí skupiny Radar.
- 1937 – Československá avantgarda, Praha
- 1943 – Skupina 42, Praha
- 1946 – Art Tchécoslovaque 1938 –1946, Galerii de la Boetie, Paříž
- 1947 – Moderne Kunst de Tschechoslowakei, Lucern
- 1961 – Umění a my, Karlovy Vary
- 1961 – Tvůrčí skupina Radar, Praha
- 1962 – Bienále, Benátky
- 1963 – Tvůrčí skupina Radar, Praha
- 1963 – Mezinárodní výstava drobné plastiky, Haag
- 1964 – Tvůrčí skupina Radar, Praha
- 1965 – Sochařská bilance 1955 –1965, Olomouc
- 1966 – I. Mezinárodní sochařské symposium, Hořice v Podkrkonoší
- 1966 – Aktuální tendence československého umění, Praha
- 1967 – Bienále, Middelheimmuseum, Antverpy
- 1968 – Moderní česká plastika, Piešťany
- 1970 – Skupina 42 dnes, Praha
- 1976 – Česká kresba, Ostrava
- 1977 – Umění v zápasech doby, Praha
- 1980 – Kresby českých sochařů, Olomouc

- 1981 – České malířství a sochařství 1900 – 1980, Hluboká nad Vltavou
- 1983 – Lyrický a imaginativní kubismus, Brno
- 1983 –1984 České výtvarné umění 20. století, Olomouc
- 1988 – Krajina Českého ráje ve výtvarném umění, Hradec Králové
- 1988 – 1989 Umělecká beseda k 125. výročí založení, Praha
- 1989 – České sochařství 1948 – 1988, Olomouc
- 1989 – Skupina 42, Litoměřice, Pardubice, Jihlava, Praha
- 1990 – Skupina 42, Litoměřice, Pardubice, Jihlava, Praha
- 1993 – Skupina 42 po padesáti letech, Praha
- 1993 – The art of the Avantgarde in Czechoslovakia 1918 – 1938, Valencie
- 1995 – České výtvarné umění XX. století, Praha
- 1995 – Skupina 42, Ostrava
- 1996 –1997 Český surrealismus 1929 –1953, Praha
- 1997 – Mezi tradicí a experimentem, Olomouc
- 1997 – České imaginativní umění, Praha
- 1998 – Skupina 42, Litoměřice, Pardubice, Jihlava, Praha
- 1999 – 2000 Umění zrychleného času, Praha, Cheb
- 2000 – Ozvěny kubismu v českém výtvarném umění, Praha
- 2000 – Konec světa?, Praha
- 2000 – 2001 Sto plus jedna uměleckých děl z dvacátého století, Praha
- 2001 – Dotyk sochy, Olomouc
- 2001 – Metamorfózy v čase, Praha
- 2002 – Metamorfózy v čase, Praha
- 2003 – 2004 Surrealismus, Praha
- 2005 – 2006 Umělci skupiny 42, Praha
- 2007 – České malířství a sochařství první poloviny 20. století, Zlín
- 2008 – Česká plastika, Praha
- 2008 – Galéria Miloša Alexandra Bazovského v Trenčíne, Trenčín
- 2008 – Galéria Petra Michala Bohúňa, Liptovský Mikuláš
- 2008 – 2009 České a slovenské umění 60. let 20. století, Dům umění, Zlín
- 2009 – České a slovenské umění 60. let 20. století, Dům umění, Ostrava
- 2009 – Fragmenty snu, Galerie Moderna, Praha
- 2009 – Ladislav Zívr, František Gross, Suchardův dům, Nová Paka
- 2010 – New Sensitivity, National Art Museum of China, Peking
- 2011 – Skupina 42, Výstavní síň Masné krámy, Plzeň
- 2011– 2012 Galerie moderního umění v Hradci Králové, Hradec Králové
- 2011– 2012 Skupina 42, Východočeská galerie v Pardubicích, Pardubice
- 2011– 2012 Černá slunce: Odvrácená strana modernity 1927 – 1945, Dům umění, Ostrava
- 2012 – Skupina 42, Galerie moderního umění v Hradci Králové, Hradec Králové
- 2012 – Pohyblivé iluze ´60, Galerie Moderna, Praha
- 2013 – Proměny ženy ve výtvarném umění, Galerie Diamant, Praha
- 2013 – Absolutní krása, Galerie Moderna, Praha[5]